# José Barrella
José Antonio Barrella (nacido en Lanús el 3 de agosto de 1965) es un exfutbolista y actual entrenador de fútbol. Se desempeñaba como mediocampista y su debut profesional fue en Temperley.

## Carrera
Luego de realizar las divisiones juveniles en el Gasolero, debutó en primera en el año 1985, con el equipo celeste en Primera División. En 1987, con el descenso de su equipo, Barrella cambió de club y vistió la casaca de Chaco For Ever, en el Nacional B. Retornó a jugar en Primera con Racing de Córdoba, en 1988. En la temporada siguiente comenzó un importante paso por Deportivo Español, el más destacado de su carrera. Jugó luego en Gimnasia de Jujuy y en 1996 fichó por Rosario Central, disputando 22 encuentros entre torneo local y Copa Conmebol. Siguió su carrera en Independiente Santa Fe de Colombia, y la cerró en 1999 jugando en Brown de Adrogué.

## Clubes
| Club                        | País      | Año       |
| --------------------------- | --------- | --------- |
| Temperley                   | Argentina | 1985-1987 |
| Chaco For Ever              | Argentina | 1987-1988 |
| Racing de Córdoba           | Argentina | 1988-1990 |
| Deportivo Español           | Argentina | 1990-1995 |
| Gimnasia y Esgrima de Jujuy | Argentina | 1995      |
| Rosario Central             | Argentina | 1996-1997 |
| Independiente Santa Fe      | Colombia  | 1997-1998 |
| Brown (Adrogué)             | Argentina | 1998-1999 |

### Como entrenador
Ha dirigido a Temperley (2013), Comunicaciones (2014) y Camioneros de General Rodríguez (2015).